# Discografie van Bad Religion

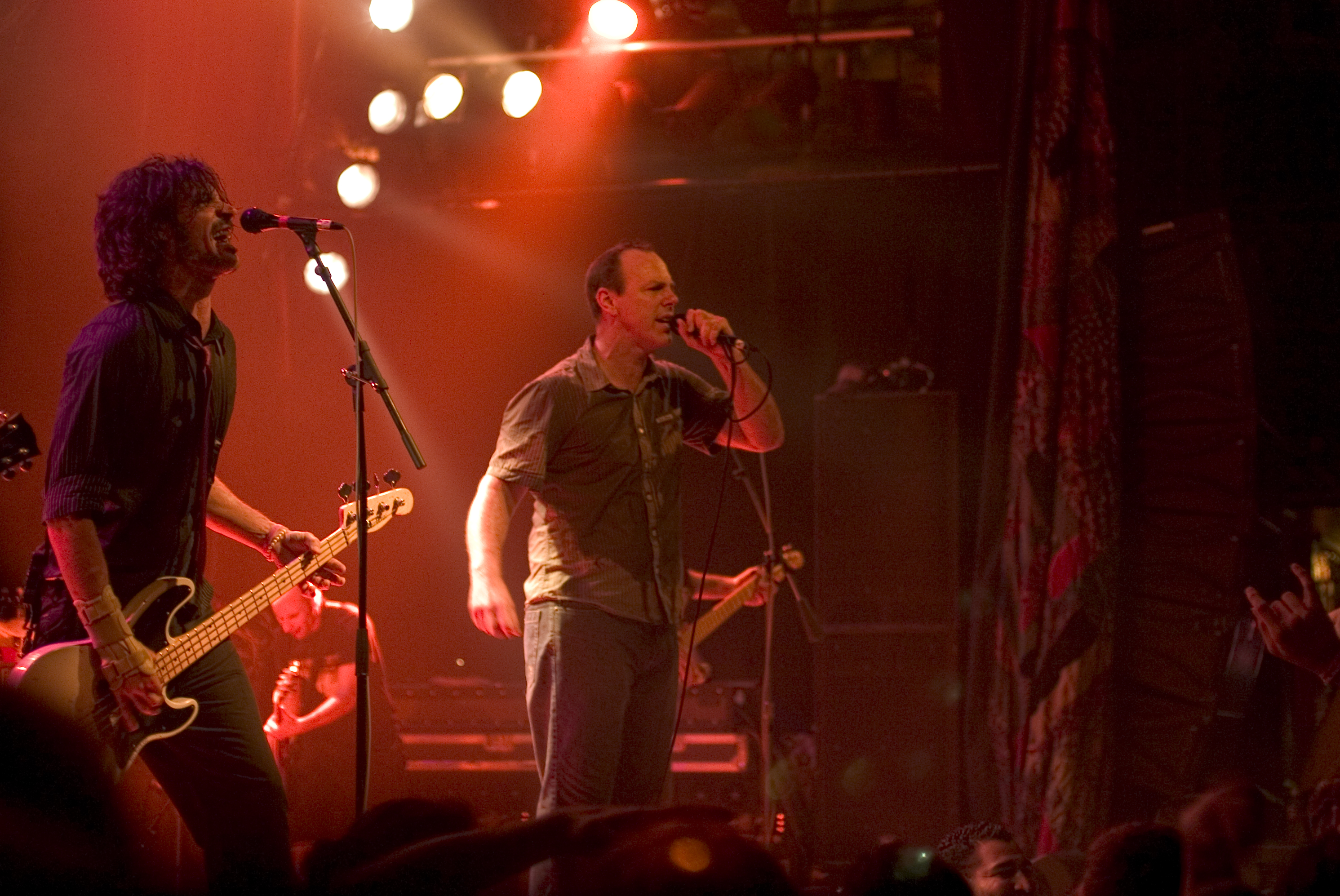
Bad Religion in 2005

De discografie van de Amerikaanse punkband Bad Religion.

## Discografie

### Studioalbums
| Jaar | Titel                        | Label            | Overige Informatie |
| ---- | ---------------------------- | ---------------- | --- |
| 1982 | How Could Hell Be Any Worse? | Epitaph          | - Dit is het debuutalbum. - Dit album is heruitgegeven in 1991.                                                         |
| 1983 | Into the Unknown             | Epitaph          | - Dit album is nooit uitgegeven op cd. - Dit album is het muziekgenre overgestapt op progressieve rock.                 |
| 1988 | Suffer                       | Epitaph          | - Het eerste album met nieuwe gitarist Greg Hetson.                                                                     |
| 1989 | No Control                   | Epitaph          | |
| 1990 | Against the Grain            | Epitaph          | - Laatste album met de oorspronkelijke samenstelling.                                                                   |
| 1992 | Generator                    | Epitaph          | - Eerste album met de nieuwe drummer Bobby Schayer.                                                                     |
| 1993 | Recipe for Hate              | Epitaph/Atlantic | - Oorspronkelijk uitgegeven door Epitaph en later heruitgegeven door Atlantic.                                          |
| 1994 | Stranger Than Fiction        | Atlantic         | - Laatste album met gitarist Brett Gurewitz. - Dit is het enige album dat goud werd beoordeeld door de RIAA.            |
| 1996 | The Gray Race                | Atlantic         | - Eerste album met gitarist Brian Baker, de vervanger van Brett Gurewitz.                                               |
| 1998 | No Substance                 | Atlantic         | |
| 2000 | The New America              | Atlantic         | - Laatste album met drummer Bobby Schayer.                                                                              |
| 2002 | The Process of Belief        | Epitaph          | - Het eerste album sinds de terugkeer van gitarist Brett Gurewitz, en het eerste album met drummer Brooks Wackerman.    |
| 2004 | The Empire Strikes First     | Epitaph          | - Album is een protest tegen het beleid van George W. Bush en met name de Irakoorlog.                                   |
| 2007 | New Maps of Hell             | Epitaph          | |
| 2010 | The Dissent of Man           | Epitaph          | |
| 2013 | True North                   | Epitaph          | |
| 2019 | Age of Unreason              | Epitaph          | - Album is een aanklacht tegen het politieke klimaat in de VS, de alt-right-beweging en de verkiezing van Donald Trump. |

### Ep's
| Jaar | Titel             | Label   | Overige Informatie                                             |
| ---- | ----------------- | ------- | -------------------------------------------------------------- |
| 1981 | Bad Religion      | Epitaph | - Eerste van de band dat uitgegeven is - Heruitgegeven in 1991 |
| 1984 | Back to the Known | Epitaph | - Eerste ep met gitarist Greg Hetson                           |
| 2013 | Christmas Songs   | Epitaph |                                                                |

### Compilatie- en livealbums
| Jaar | Titel           | Label   | Overige informatie |
| ---- | --------------- | ------- | --- |
| 1991 | 80-85           | Epitaph | - Complicatie van het debuutalbum How Could Hell Be Any Worse?, de twee ep's Bad Religion en Back to the Known, en de drie nummers van het album Public Service - Het tweede album Into the Unknown, is niet aanwezig wegens we grote onpopulariteit |
| 1995 | All Ages        | Epitaph | - Compilatiealbum |
| 1997 | Tested          | Epic    | - Livealbum - Opgenomen in 1996 tijdens de tour van het album The Gray Race |
| 2002 | Punk Rock Songs | Epic    | - Compilatiealbum - Alleen uitgegeven in Europa |
| 2010 | 30 Years Live   | Epitaph | - Compilatiealbum |

## Video's en dvd's
| Jaar | Titel                 | Label   | Formaat | Overige Informatie                                                   |
| ---- | --------------------- | ------- | ------- | -------------------------------------------------------------------- |
| 1992 | Along the Way         | Epitaph | VHS/Dvd | - Opgenomen in 1989 tijdens de Suffertour in Europa                  |
| 2006 | Live at the Palladium | Epitaph | Dvd     | - Opgenomen tijdens twee live avonden in het Palladium in Hollywood. |

## Singles
| Jaar | Titel                      | Album                    |
| ---- | -------------------------- | ------------------------ |
| 1992 | Atomic Garden              | Generator                |
| 1993 | American Jesus             | Recipe for Hate          |
| 1993 | Struck a Nerve             | Recipe for Hate          |
| 1994 | 21st Century (Digital Boy) | Stranger than Fiction    |
| 1994 | Infected                   | Stranger than Fiction    |
| 1994 | Stranger than Fiction      | Stranger than Fiction    |
| 1995 | Incomplete                 | Stranger than Fiction    |
| 1996 | A Walk                     | The Gray Race            |
| 1996 | Punk Rock Song             | The Gray Race            |
| 1997 | Dream of Unity             | Tested                   |
| 1998 | Raise Your Voice!          | No Substance             |
| 1998 | Shades of Truth            | No Substance             |
| 2000 | The New America            | The New America          |
| 2002 | Broken                     | The Process of Belief    |
| 2002 | Sorrow                     | The Process of Belief    |
| 2002 | The Defense                | The Process of Belief    |
| 2004 | Los Angeles Is Burning     | The Empire Strikes First |
| 2004 | The Empire Strikes First   | The Empire Strikes First |
| 2007 | Honest Goodbye             | New Maps of Hell         |
| 2007 | New Dark Ages              | New Maps of Hell         |
| 2010 | The Devil in Stitches      | The Dissent of Man       |
| 2010 | Cyanide                    | The Dissent of Man       |
| 2011 | Wrong Way Kids             | The Dissent of Man       |
| 2012 | Fuck You                   | True North               |
| 2013 | True North                 | True North               |
| 2013 | Father Christmas           |                          |